# ماوروليثاريون (فوكيس)
ماوروليثاريون (Μαυρολιθάριον) هي مدينة في فوكيس في مقاطعة كينتريكي إلادا في اليونان.
1. ↑  Greek census 1951، QID:Q12876985